# Japan Tobacco
Japan Tobacco Inc. (日本たばこ産業株式会社 Nihon Tabako Sangyō Kabushiki-gaisha) (TYO: 2914
), forkortet JT er en japansk tobaksvirksomhed. Virksomheden, der har hovedsæde i Minato i Tokyo, er blandt verdens fem største tobaksvirksomheder. Virksomheden har 48.529 (2011) ansatte. Koncernens internationale selskab Japan Tobacco International har hovedsæde i Geneve i Schweiz. Koncernen er stiftet som en statsejet virksomhed 1. juni 1949. 1. april 1985 blev koncernen børsnoteret og 1/3 af aktierne ejes af Japans regering.
Japan Tobacco har 66,4 % af cigaretmarkedet i Japan og der forventes at den andel stiger efter overtagelsen af Gallaher i 2007.
Japan Tobacco driver også forretning indenfor fødevarer, lægemidler, jordbrug, ingeniørvidenskab og fast ejendom. 
Japan Tobacco driver Tobacco and Salt Museum i Shibuya i Tokyo.

## Historie
Japan Tobacco er efterfølgeren til Japans regerings tobaksmonopol som blev etableret i 1898 for at sikre skatteindtægter fra tobaksbladesalg. I 1904 blev regeringens blad-monopol udvidet til en fuldstændig overtagelse af alle tobaks-relaterede forretninger i Japan, inklusive alle fremstillede tobaksprodukter. Den umiddelbare forklaring var at sikre finansieringen af russisk-japanske krig i 1904. Nationaliseringen af tobaksindustrien i Japan betød også at det japanske marked var beskyttet mod udenlandsk konkurrence i næsten 80 år.
Forretningen blev drevet under den japanske regerings finansministerium indtil 1949, hvor Japan Tobacco and Salt Public Corporation (日本専売公社 Nippon Senbai Kōsha) blev etableret for at udføre restriktive arbejdsmarkedsrelaterede politikker under amerikanernes og de allieredes besættelse af Japan. Japan Tobacco and Salt Public Corporation forblev et statsmonopol under finansministeriet indtil 1985, hvor Japan Tobacco, Inc. blev etableret som et børsnoteret selskab. I begyndelsen med gradvise salg af aktierne fra og med oktober 1994. I 2003 ejede finansministeriet i Japan 2/3 af selskabet og statens ejerandel var fortsat på 50 % indtil marts 2013. I marts 2013 blev der igen solgt aktier, således at ejerandelen var nede på 33 %, som er lovbestemt minimumsejerandel.
JT International (JTI) overtog i 1999 international marketing, salg og produktion af R.J. Reynolds cigaretmærker som Camel, Salem og Winston udenfor USA.
Japan Tobacco overtog i april 2007 Gallaher Group i, hvad der var den hidtil største overtagelse af et udenlandsk selskab foretaget af en japansk virksomhed.

## Mærker

### JT flagskibsmærker
- Cabin
- Camel (udenfor USA)
- Caster
- Hope
- Mevius
- Peace
- Pianissimo Peche
- Sakura
- Salem (udenfor USA)
- Seven Stars
- Winston (udenfor USA)
- Gelora Djaja
  - Wismilak Spesial
  - Wismilak Slim
  - Wismilak Diplomat
  - Wismilak Diplomat Mild
  - Galan
  - Galan Slim
  - Galan Mild
  - MilDay
- Hamlet
- Benson & Hedges (sammen med Philip Morris International, British American Tobacco og Gallaher Group)

### Øvrige mærker
- Amadis
- Amber Leaf
- Arsenal
- Aspen
- Belomorkanal
- Contessa
- Crescent & Star
- Death
- Doral
- Dorchester
- Export A
- Frontier
- Fusion
- Genghis Khan
- Gold Coast
- Hi-Lite
- Islands
- Kool
- Kosmos
- Luch
- Lviv
- MacDonald
- Magna
- Mercedes
- Mi-Ne
- Monte Carlo
- More
- Nasha Prima
- Nevskie
- Nil
- North Star
- Now
- Old Holborn
- Overstolz
- Peter 1
- Premier
- Prima
- Russian Style
- Slavia
- Sportsman
- Sterling
- St. Michel
- Sweet Menthol
- Vantage
- Wave
- Winchester
- Wings
- YSL
- LD
- Lucky Strike